# Loades Peak
Der Loades Peak ist ein markanter Berg im ostantarktischen Enderbyland. Er ragt am östlichen Ende der Knuckey Peaks auf. Aus südöstlicher Blickrichtung erinnert er an eine sitzende Figur.
Der Berg diente einer Mannschaft der Australian National Antarctic Research Expeditions zwischen 1974 und 1975 als Landmarke für ihren Weg von der Mawson-Station zu den Knuckey Peaks. Das Antarctic Names Committee of Australia benannte ihn 1975 nach dem Zimmerer Donald R. Loades, der 1974 auf der Mawson-Station tätig und bereits 1968 auf der Wilkes-Station überwintert hatte.